# Lliga italiana de futbol
La Lliga italiana de futbol és el campionat de lliga d'Itàlia, tradicionalment anomenat Scudetto. La primera divisió és la màxima competició futbolística del país, i rep el nom de Serie A. Fou fundada el 1898 amb el nom de Campionat Federal, i el 1929 amb la professionalització del futbol va canviar de nom per l'actual. Actualment la lliga està formada per 20 clubs, l'equip que suma més punts és el campió i juntament amb el segon, el tercer i el quart té plaça per la Lliga de Campions de la UEFA. El cinquè i el campió de la Copa italiana tenen una plaça per la Lliga Europa de la UEFA. El sisè té una plaça per la Lliga Conferència de la UEFA. En cas que el campió de copa es classifiqui mitjançant la lliga per la Lliga de Campions o la Lliga Europa, el sisè classificat obté la plaça per la Lliga Europa i el setè classificat l'obté per la Lliga Conferència. Els tres últims classificats baixen a la Sèrie B.
En cas d'empat entre el primer i el segon o entre el setzè i el dissetè, es juga un play-off per decidir qui guanya el campionat o qui baixa de categoria, respectivament.

## Història
El primer Campionat Italià de Futbol es va decidir en un únic dia, amb quatre equips competint, tres de Torí i un de Gènova. El Genoa Cricket & Athletic Club en fou el primer campió. Els primers campionats es van decidir en eliminatòries a partit únic. Aquest sistema s'utilitzà fins al campionat del 1909-10, en què es formà una lliga de 9 equips, amb un partit final pel campionat. La temporada 1929-30 es convertí en les actuals Sèrie A i Sèrie B. El clàssic nacional (Derbi d'Itàlia) es disputa entre la Juventus FC, el club amb més títols de la competició (36) i l'Inter, el segon en "scudettos" amb 20 títols. El Derbi della Madonina el disputen entre l'Inter i el Milan, i el derbi de la capital la Roma i la Lazio.

## Palmarès

### Historial
- 1898  Genoa Cricket & AC (1)
- 1899  Genoa Cricket & AC (2)
- 1900  Genoa Cricket & FC (3)
- 1901  Milan Cricket & FC (1)
- 1902  Genoa Cricket & FC (4)
- 1903  Genoa Cricket & FC (5)
- 1904  Genoa Cricket & FC (6)
- 1905  Juventus FC (1)
- 1906  Milan FC (2)
- 1907  Milan FC (3)
- 1908  USC Pro Vercelli (1)
- 1909  USC Pro Vercelli (2)
- 1910  FC Internazionale Milano (1)
- 1911  USC Pro Vercelli (3)
- 1912  USC Pro Vercelli (4)
- 1913  USC Pro Vercelli (5)
- 1914  AS Casale (1)
- 1915  Genoa Cricket & FC (7)[a]
- 1916-19 No es disputà[b]
- 1920  FC Internazionale Milano (2)
- 1921  USC Pro Vercelli (6)
- 1922  USC Pro Vercelli (7) (CCI)[c]
- 1922  US Novese (1) (FIGC)[d]
- 1923  Genoa Cricket & FC (8)
- 1924  Genoa Cricket & FC (9)
- 1925  Bologna FC (1)
- 1926  Juventus FC (2)
- 1927 Títol revocat[e]
- 1928  FC Torino (1)
- 1929  Bologna FC (2)
- 1930  Ambrosiana-Inter (3)
- 1931  Juventus FC (3)
- 1932  Juventus FC (4)
- 1933  Juventus FC (5)
- 1934  Juventus FC (6)
- 1935  Juventus FC (7)
- 1936  Bologna FC (3)
- 1937  Bologna FC (4)
- 1938  Ambrosiana-Inter (4)
- 1939  Bologna FC (5)
- 1940  Ambrosiana-Inter (5)
- 1941  Bologna FC (6)
- 1942  AS Roma (1)
- 1943  FC Torino (2)
- 1944  C.V.F. Spezia (1)[f]
- 1945 No es disputà[g]
- 1946  FC Torino (3)
- 1947  FC Torino (4)
- 1948  FC Torino (5)
- 1949  FC Torino (6)
- 1950  Juventus FC (8)
- 1951  AC Milan (4)
- 1952  Juventus FC (9)
- 1953  FC Internazionale Milano (6)
- 1954  FC Internazionale Milano (7)
- 1955  AC Milan (5)
- 1956  AC Fiorentina (1)
- 1957  AC Milan (6)
- 1958  Juventus FC (10)
- 1959  AC Milan (7)
- 1960  Juventus FC (11)
- 1961  Juventus FC (12)
- 1962  AC Milan (8)
- 1963  FC Internazionale Milano (8)
- 1964  Bologna FC (7)
- 1965  FC Internazionale Milano (9)
- 1966  FC Internazionale Milano (10)
- 1967  Juventus FC (13)
- 1968  AC Milan (9)
- 1969  AC Fiorentina (2)
- 1970  Cagliari Calcio (1)
- 1971  FC Internazionale Milano (11)
- 1972  Juventus FC (14)
- 1973  Juventus FC (15)
- 1974  SS Lazio (1)
- 1975  Juventus FC (16)
- 1976  FC Torino (7)
- 1977  Juventus FC (17)
- 1978  Juventus FC (18)
- 1979  AC Milan (10)
- 1980  FC Internazionale Milano (12)
- 1981  Juventus FC (19)
- 1982  Juventus FC (20)
- 1983  AS Roma (2)
- 1984  Juventus FC (21)
- 1985  Hellas Verona FC (1)
- 1986  Juventus FC (22)
- 1987  SSC Napoli (1)
- 1988  AC Milan (11)
- 1989  FC Internazionale Milano (13)
- 1990  SSC Napoli (2)
- 1991  UC Sampdoria (1)
- 1992  AC Milan (12)
- 1993  AC Milan (13)
- 1994  AC Milan (14)
- 1995  Juventus FC (23)
- 1996  AC Milan (15)
- 1997  Juventus FC (24)
- 1998  Juventus FC (25)
- 1999  AC Milan (16)
- 2000  SS Lazio (2)
- 2001  AS Roma (3)
- 2002  Juventus FC (26)
- 2003  Juventus FC (27)
- 2004  AC Milan (17)
- 2005 Declarat desert[h]
- 2006  FC Internazionale Milano (14)[i]
- 2007  FC Internazionale Milano (15)
- 2008  FC Internazionale Milano (16)
- 2009  FC Internazionale Milano (17)
- 2010  FC Internazionale Milano (18)
- 2011  AC Milan (18)
- 2012  Juventus FC (28)
- 2013  Juventus FC (29)
- 2014  Juventus FC (30)
- 2015  Juventus FC (31)
- 2016  Juventus FC (32)
- 2017  Juventus FC (33)
- 2018  Juventus FC (34)
- 2019  Juventus FC (35)
- 2020  Juventus FC (36)
- 2021  FC Internazionale Milano (19)
- 2022  AC Milan (19)
- 2023  SSC Napoli (3)
- 2024  FC Internazionale Milano (20)
- 2025  SSC Napoli (4)

### Palmarès per regions i clubs
| Regió          | Títols | Clubs campions                                                               |
| -------------- | ------ | ---------------------------------------------------------------------------- |
| Piemont        | 52     | Juventus FC (36), Pro Vercelli (7), Torino FC (7), Casale (1), US Novese (1) |
| Llombardia     | 39     | FC Internazionale Milano (20), AC Milan (19)                                 |
| Ligúria        | 11     | Genoa CFC (9), UC Sampdoria (1), CVF Spezia (1)                              |
| Emília-Romanya | 7      | Bologna FC (7)                                                               |
| Laci           | 5      | AS Roma (3), SS Lazio (2)                                                    |
| Campània       | 4      | SSC Napoli (4)                                                               |
| Toscana        | 2      | ACF Fiorentina (2)                                                           |
| Sardenya       | 1      | Cagliari Calcio (1)                                                          |
| Vèneto         | 1      | Verona FC (1)                                                                |

### Classificació de màxims golejadors
A final de la temporada 2024-25.
1. Silvio Piola 274
2. Francesco Totti 250
3. Gunnar Nordahl 225
4. José Altafini 216
5. Giuseppe Meazza 216
6. Antonio Di Natale 209
7. Roberto Baggio 205
8. Ciro Immobile 201
9. Kurt Hamrin 190
10. Giuseppe Signori 188
11. Alessandro Del Piero 188
12. Alberto Gilardino 188
13. Gabriel Batistuta 184
14. Fabio Quagliarella 182
15. Giampiero Boniperti 178
16. Amedeo Amadei 174
17. Giuseppe Savoldi 168
18. Guglielmo Gabetto 165
19. Roberto Boninsegna 163
20. Luca Toni 157
21. Zlatan Ibrahimović 156
22. Luigi Riva 156
23. Filippo Inzaghi 156
24. Roberto Mancini 156

### Imbatibilitat a la porteria
1. Gianluigi Buffon, 2015-16 (Juventus FC): 975 minuts
2. Sebastiano Rossi, 1993-94 (AC Milan): 930 minuts
3. Dino Zoff, 1972-73 (Juventus FC): 903 minuts
4. Mario Da Pozzo, 1963-64 (Genova): 791 minuts
5. Gianluigi Buffon, 2017-18 (Juventus FC): 790 minuts
6. Ivan Pelizzoli, 2003-04 (AS Roma): 773 minuts
7. Davide Pinato, 1997-98 (Atalanta BC): 758 minuts
8. Gianluigi Buffon, 2013-14 (Juventus FC): 745 minuts
9. Luca Marchegiani, 1997-98 (SS Lazio): 745 minuts
10. Morgan De Sanctis, 2013-14 (AS Roma) 744 minuts

### Partits disputats
A final de la temporada 2024-25
1. Gianluigi Buffon 657
2. Paolo Maldini 647
3. Francesco Totti 619
4. Javier Zanetti 615
5. Gianluca Pagliuca 592
6. Dino Zoff 570
7. Samir Handanovič 566
8. Pietro Vierchowod 562
9. Fabio Quagliarella 556
10. Roberto Mancini 541
11. Silvio Piola 537
12. Enrico Albertosi 532
13. Gianni Rivera 527
14. Giuseppe Bergomi 519
15. Alberto Gilardino 514
16. Andrea Consigli 510
17. Antonio Candreva 502
18. Ciro Ferrara 500
19. Giovanni Galli 496
20. Tarcisio Burgnich 494
21. Goran Pandev 493
22. Andrea Pirlo 493
23. Giuseppe Favalli 486

En negreta jugadors en actiu